# Solva
Solva (en anglais) ou Solfach (en gallois) est un village côtier et une communauté du Pembrokeshire, au pays de Galles.

## Toponymie
Solva tire son nom de sa situation géographique près de l'embouchure de la Solva / Solfach (en). Le nom de cette dernière pourrait être apparenté au gallois salw « laid ». Le village est mentionné pour la première fois à l'écrit vers 1200 sous le nom Saleuuach.

## Géographie
Solva est situé dans l'ouest du Pembrokeshire, sur la rive droite de l'estuaire de la Solva / Solfach (en), sur la côte septentrionale de la baie de St Brides (en). Le village est à 5 km à l'est de la cité de St David's sur la route A487 (en). Haverfordwest, le chef-lieu du comté, se trouve à une vingtaine de kilomètres au sud-est.
La communauté de Solva comprend aussi les hameaux de Middle Mill / Felinganol (en) et Whitchurch / Tregroes (en). L'ancienne base aérienne de RAF St Davids (en) se trouve à quelques kilomètres au nord du village.

## Politique
Pour les élections locales, Solva forme un ward (district électoral) avec la communauté voisine de Brawdy. Ce ward élit un des 60 membres du conseil de comté du Pembrokeshire (en). Lors des élections locales de 2022, le conseiller sortant, le conservateur Mark Carter, est réélu avec neuf voix d'avance sur son adversaire travailliste.
Pour les élections à la Chambre des communes, Solva appartient à la circonscription de Mid and South Pembrokeshire depuis les élections générales de 2024.
Pour les élections au Parlement gallois, Solva est rattaché à la circonscription de Preseli Pembrokeshire.

## Démographie
Au recensement de 2011, la communauté de Solva comptait 865 habitants.
| 1801 | 1811 | 1821 | 1831  | 1841  | 1851  | 1881 |
| ---- | ---- | ---- | ----- | ----- | ----- | ---- |
| 599  | 789  | 939  | 1 028 | 1 120 | 1 252 | 829  |

| 1891 | 1901 | 1911 | 1921 | 1931 | 1951 | 1961 |
| ---- | ---- | ---- | ---- | ---- | ---- | ---- |
| 777  | 730  | 698  | 749  | 706  | 836  | 802  |

| 1971 | 1981 | 1991 | 2001 | 2011 | - | - |
| ---- | ---- | ---- | ---- | ---- | - | - |
| 823  | ?    | ?    | ?    | 865  | - | - |

## Culture locale et patrimoine

### Lieux et monuments
La plus ancienne église paroissiale de la communauté est celle du hameau de Whitchurch. Dédiée à saint David, elle remonte au XIIIe ou XIVe siècle et a été restaurée entre 1872 et 1874 par J. L. Pearson (en). L'église de Solva, dédiée à saint Aidan, est construite entre 1875 et 1876 par le même architecte. Elles sont toutes deux des monuments classés de grade II.

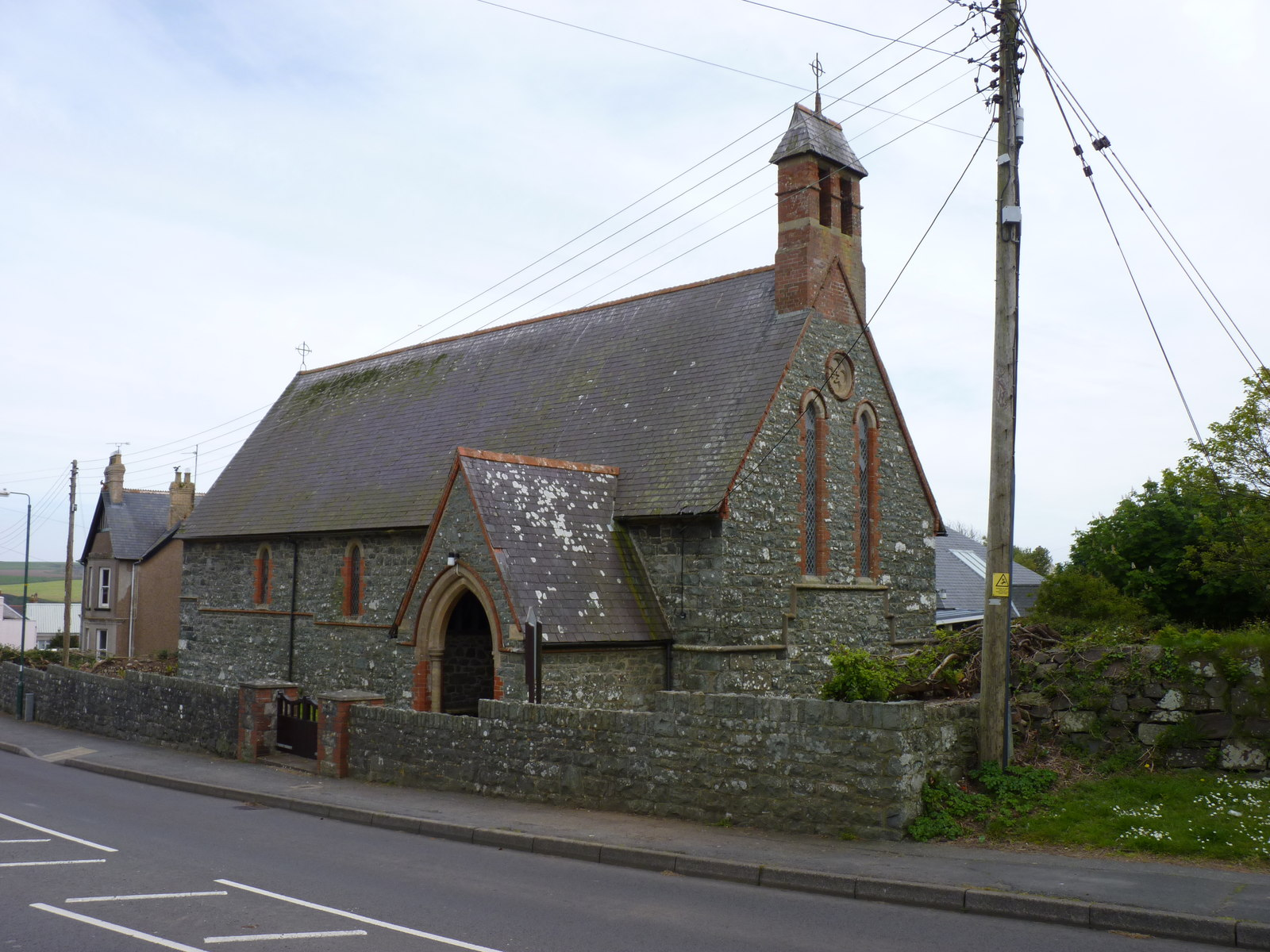
L'église Saint-Aidan de Solva.
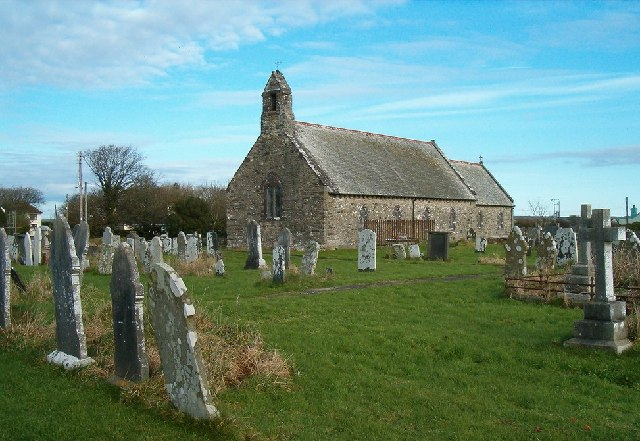
L'église Saint-David de Whitchurch.

### Personnalités liées
- L'auteur-compositeur-interprète Meic Stevens est né à Solva en 1942[10].
- L'auteur-compositeur-interprète David Gray (né en 1968) y a passé une partie de son enfance[11].
- Le footballeur international gallois Simon Davies fait ses débuts en junior avec le club de Solva[12].